# Ancaster, Kanada
Ancaster är en ort i Kanada.   Den ligger i provinsen Ontario, i den sydöstra delen av landet, 400 km sydväst om huvudstaden Ottawa. Ancaster ligger 253 meter över havet och antalet invånare är 33 232.
Terrängen runt Ancaster är huvudsakligen platt. Ancaster ligger uppe på en höjd. Runt Ancaster är det ganska tätbefolkat, med 65 invånare per kvadratkilometer.. Närmaste större samhälle är Hamilton, 11,7 km öster om Ancaster.
Omgivningarna runt Ancaster är en mosaik av jordbruksmark och naturlig växtlighet.